# 187 Ride or Die
187 Ride or Die (с англ. — «187 — беги или умри») — компьютерная игра для игровых приставок PlayStation 2 и Xbox, разработанная и опубликованная компанией Ubisoft. Для того чтобы стать «топ-догом», игрок должен победить противников в гонках через различные этапы в Лос-Анджелесе, и в знаменитом районе «Южный Централ».
Название происходит от двух общих фраз в субкультуре. 187 — это раздел уголовного кодекса Калифорнии, определяемый как убийство. Приобрело всеобщее употребление среди банд в Соединённых Штатах в качестве синонима для убийства, и это использование было популяризовано гангста-рэпом. «Беги или умри» — это комбинация слов «беги отсюда» и «попробуй умереть», то есть будь готов на все, и даже на риск.

## Игровой процесс
Игрок должен участвовать в гонках и побеждать противников на множестве различных этапов, действие которых происходит в печально известном Южно-Центральном регионе Лос-Анджелеса. При игре в кооперативном режиме один игрок принимает роль водителя, а второй — стрелка; это доступно как в сюжетном, так и в онлайн-режиме.

## Оценки
| Сводный рейтинг    | Сводный рейтинг | Сводный рейтинг |
| Издание            | Оценка          | Оценка          |
| Издание            | PS2             | Xbox            |
| ------------------ | --------------- | --------------- |
| GameRankings       | 56,90 %         | 53,98 %         |
| Metacritic         | 52/100          | 51/100          |
| Иноязычные издания |                 |                 |
| Издание            | Оценка          | Оценка          |
| Издание            | PS2             | Xbox            |
| Eurogamer          | 4/10            | N/A             |
| GameRevolution     | D+              | D+              |
| GameSpot           | 6,2/10          | 6,2/10          |
| GameSpy            | [ 8 ]           | [ 8 ]           |
| GameTrailers       | 7/10            | 7/10            |
| GameZone           | 6/10            | 5,9/10          |
| IGN                | 5/10            | 5/10            |
| Jeuxvideo.com      | 15/20           | 6,5/10          |
| VideoGamer         | 5/10            | 5/10            |

Игра получила смешанные отзывы, согласно сайту агрегации отзывов Metacritic.